# Saint-Julien-l’Ars
Saint-Julien-l’Ars ist eine französische Gemeinde mit 2.871 Einwohnern (Stand: 1. Januar 2022) im Département Vienne in der Region Nouvelle-Aquitaine; sie gehört zum Arrondissement Poitiers und zum Kanton Chasseneuil-du-Poitou (bis 2015: Kanton Saint-Julien-l’Ars). Die Einwohner werden Sancto-Julianais genannt.

## Geographie
Der Ort liegt etwa zwölf Kilometer östlich von Poitiers. Umgeben wird Saint-Julien-l’Ars von den Nachbargemeinden Lavoux im Norden, Jardres im Osten, Pouillé im Südosten, Tercé im Süden und Südosten, Savigny-Léscault im Süden und Südwesten, Mignaloux-Beauvoir im Südwesten sowie Sèvres-Anxaumont im Westen.
Durch die Gemeinde führt die frühere Route nationale 151 (heutige D951).

## Geschichte
Während des Zweiten Weltkriegs befand sich hier ab September 1941 ein Internierungslager der Deutschen, das nach seiner Befreiung durch die Alliierten als Kriegsgefangenenlager deutscher Offiziere genutzt wurde.

## Einwohnerentwicklung
| Jahr      | 1962 | 1968 | 1975 | 1982 | 1990 | 1999 | 2006 | 2012 |
| Einwohner | 1180 | 1237 | 1436 | 1724 | 1903 | 2061 | 2170 | 2447 |

## Sehenswürdigkeiten
- Kirche Saint-Julien
- Schloss Saint-Julien, seit 1930 Monument historique

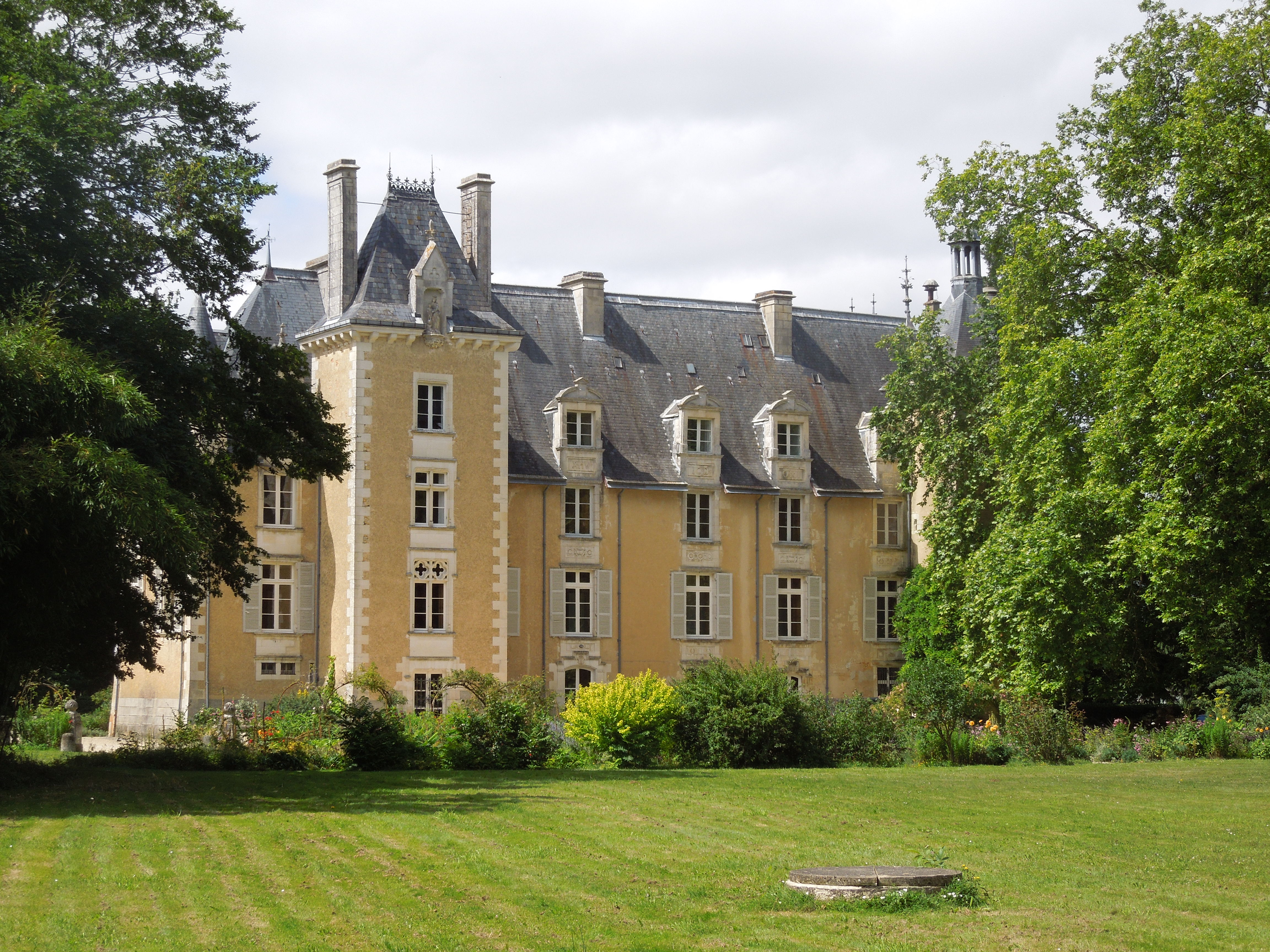
Schloss Saint-Julien

## Persönlichkeiten
- Yvonne Brothier (1889–1967), Opernsängerin (Sopran)